# Firelight (banda)
Firelight es una banda de folk fundada en 2013 por el cantante Richard Edwards Micallef en Malta. La agrupación representó a Malta en el Festival de Eurovisión 2014 en Copenhague, Dinamarca, con su canción "Coming Home". En 2014 salió a la venta el álbum debut de la banda, Backdrop Of Life.

## Miembros
- Michelle Mifsud – voz, piano, percusión.
- Richard Edward Micallef – voz, guitarra acústica, dulcémele de los Apalaches, percusión.
- Tony Polidano – voz, contrabajo, bajo eléctrico, contrabajo, percusión.
- Daniel Micallef – guitarra acústica, guitarra eléctrica.
- Leslie Decesare – batería, percusión, armónica.

## Discografía

### Sencillos
| Título        | Año  | Posición en las listas | Posición en las listas | Posición en las listas | Posición en las listas | Posición en las listas | Álbum            |
| Título        | Año  | AUS                    | ALE                    | IRL                    | SUI                    | R.U.                   | Álbum            |
| ------------- | ---- | ---------------------- | ---------------------- | ---------------------- | ---------------------- | ---------------------- | ---------------- |
| "Coming Home" | 2014 | 50                     | 83                     | 93                     | 58                     | 82                     | Backdrop Of Life |

### Álbumes
| Año  | Título           |
| ---- | ---------------- |
| 2014 | Backdrop of Life |